# Hieracium endaurovae
Hieracium endaurovae es una especie de planta con flor del género Hieracium, de la familia Asteraceae, orden Asterales.

## Distribución
Hieracium endaurovae se distribuye por el norte del Cáucaso, Georgia y Azerbaiyán.

## Taxonomía
Fue descrita científicamente por Üksip. Fue publicada en Bot. Mater. Gerb. Bot. Inst. Komarova Akad. Nauk S.S.S.R.